# 허버트 스펜서

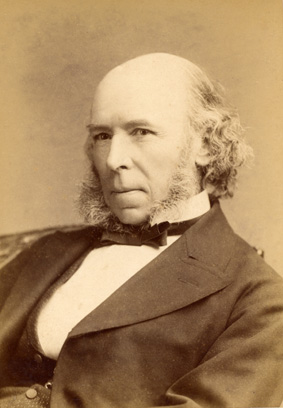
허버트 스펜서

허버트 스펜서(영어: Herbert Spencer, 1820년 4월 27일,더비셔주 더비 ~ 1903년 12월 8일)는 영국 출신의 사회학자, 철학자이자 심리학자이다. 오귀스트 콩트의 체계에 필적할 대규모의 종합사회학 체계를 세워 영국 사회학의 창시자가 되었다.

## 소개
빅토리아 시대에 활약한 그는 주 활동 분야인 사회학과 정치철학뿐만 아니라 인류학, 심지어는 당시 형태를 갖춰 나가던 진화론을 비롯한 생물학에도 큰 족적을 남겼다. 한국에서는 주로 20세기 초반 서유럽에서 유행했던 사회 진화론의 시조로 알려져 있다.
스펜서는 10대 후반에서 20대 초반인 1830년대에 철도공으로 일하면서 지역 신문의 논객으로 많은 글을 기고했다. 자유 무역을 옹호하는 잡지인 ≪이코노미스트(The Economist)≫의 부편집장을 지내면서 1851년 첫 저서인 ≪사회 정학(Social Statics)≫를 출판했는데, 여기서 그는 인류가 진보할수록 사회적 상태에 적합하게 되며, 국가의 역할이 감소할 것이라고 예언했다. 이 책의 출판으로 어느 정도 명성을 얻게 되고 삼촌의 유산을 물려받아 경제적으로 안정된 그는 전적으로 집필에만 몰두하게 된다.
이후 나온 두 번째 저서가 바로 ≪심리학 원리(Principles of Psychology)≫(1855)다. 여기서 그의 사상의 대표적인 또 다른 특징 하나가 비로소 모습을 드러낸다. 바로 인간의 심리조차도 자연 법칙에 지배된다는 것이었다. 이것은 비단 개인뿐만 아니라 사회, 그리고 더 나아가 인류라는 종족 전체에도 적용된다고 주장했다. 그 후로도 광범위한 집필 활동을 계속했고, 철학, 교육학, 심리학, 인류학, 사회학, 정치학 등의 방면에서 방대한 저술을 남겼다. 또한 자연과학, 특히 당시 형성되고 있던 진화론에도 큰 관심을 표방해 ≪생물학 원리(Principles of Biology)≫(1864)라는 책을 펴내기도 했다.
일찍이 자연 과학에 흥미를 가졌던 그는 진화 철학을 주장하고, 진화가 우주의 원리라고 생각하여, 인간이 살아가는 사회에도 강한 사람만이 살 수 있다는 '적자 생존설'을 믿었으며, '사회 유기체설'을 주장하였다. 그의 진화론에 관한 이해는 오해된 부분이 많았고 또한 인문사회과학 분야에서 이러한 "진화론"적 입장은 더 이상 지지되지 못하고 있지만, 당시에 그의 영향력은 대단한 것이었다. 그는 심리학에서 의식의 진화 과정, 도덕적으로는 공리주의를 지지하였다.
이런 저술 활동으로 스펜서는 1870년대까지는 영국에서 가장 영향력 있는 사상가의 한 명으로 알려졌으며, 그의 사상은 당대에 이미 서유럽을 넘어서 동아시아까지 소개되어 세계적인 영향력을 끼치게 되었다. 19세기 사상계에서 스펜서의 위치가 20세기의 과학철학자로 여러 분야의 학문에 영향을 미친 버트런드 러셀(Bertrand Arthur William Russel)에 비할 만하다고 보는 학자도 있다.

## 진보의 법칙과 원인
스펜서의 사상 중 가장 주목해야할 부분은 진화 사상이다. 사실, 진화 사상을 제외하면, 스펜서 사상의 방향은 영국 전통 사상의 범주에서 크게 벗어나지 않는다. 즉, 그의 사상의 전반적인 방향은 애덤 스미스나 맬서스 등의 자유 방임론, 벤담 등의 공리주의의 연장선상에 있다. 그러나 그는 발생학, 지질학, 열역학, 진화론 등 당대의 최신 과학적 성과를 적극적으로 받아들여 자신만의 독창적인 진화 사상을 발전시켰다. 이렇게 자연과학의 최신 성과를 적극 반영한 자신의 사상을 스스로 “종합 철학(synthesized philosophy)”라고 불렀다.
이렇게 스펜서는 자신의 사상에 자연과학적 연구 성과(특히 생물학이나 지질학)를 적극적으로 도입하기는 했지만, 자연과학적인 현상의 배후에는 인간의 지성이나 인지 능력으로는 알 수 없는 형이상학적인 법칙이 존재한다고 생각했다. 그는 자연과학으로부터는 유사성, 차이, 감각적 인식으로부터의 차이를 알 수 있을 뿐 현상의 본질을 꿰뚫을 수는 없다고 생각했다. 그래서 그는 “(자연과학의 영역인) 물체, 운동, 그리고 힘은 미지의 본질의 상징에 불과하다”고 생각했다. 스펜서는 이런 형이상학적 본질을 “제1원인(first cause)”이라고 불렀다.
이런 스펜서의 진화 사상은 사실 당시의 시류에 영향을 받은 것이었다. 찰스 다윈을 진화론의 시조라고 보는 일반적인 인식과는 달리 ≪종의 기원≫이 출판되기 이전인 19세기 초중반의 유럽 지성계에서는 생물의 진화는 부인할 수 없다는 인식이 광범위하게 퍼져 있었다. 이 책은 다윈의 ≪종의 기원≫이 출판되기 2년 전(1857)에 나왔으며, 이후 스펜서는 다윈의 학설을 이용해서 자신의 진화 사상을 정교하게 다듬기는 했지만, 자신의 진화 사상의 핵심은 그대로 가져갔다. 또한 이렇게 스펜서는 찰스 다윈의 영향을 받았지만, 역으로 다윈에게도 큰 영향을 끼쳤는데, ≪종의 기원≫ 초판 (1859)을 발표한 후, 저서에 대한 반응을 살피며 계속 개정판(4판까지)을 내고 있던 다윈은 스펜서와 직접적 교류는 없었지만, 스펜서가 유행시키거나 고안한 용어인 “진화(evolution)”나 “적자생존(survival of the fittest)”이라는 말을 5판(On the Origin of Species ,1869)에서 사용하기 시작했다.
스펜서의 진화 사상을 한마디로 요약한다면, 단순성(homogeneity)에서 복잡성 (heterogeneity)으로 가는 법칙이 전 우주의 모든 것에 보편적으로 적용된다는 것이다. 그렇기 때문에 천지 창조뿐만 아니라 동물의 진화, 인류의 진화, 그리고 사회의 진화까지도 모두 이 법칙의 적용을 받는다고 보았다. 그리고 이렇게 환경이 단순함에서 복잡함으로 변화하면서 동식물뿐만 아니라 인간, 그리고 사회도 이에 적응을 통해 복잡해진다는 것이다. 여기에서 단순성, 복잡성은 하등, 고등 혹은 열등, 우등의 개념으로 간주할 수 있으며, 이는 진화가 자연의 선택 결과일 뿐, 하등, 고등의 정도와는 무관하다고 본 다윈의 생각과는 차이가 있다. 그리하여 스펜서의 진화론은 환경의 적응도에 따라 생물의 진화 정도에 차이가 있다는 프랑스의 초기 진화 사상가 라마르크의 생각과 더 가깝다고 평가받고 있다.

## 심리학
찰스 다윈은 그의 저서 종의 기원에서 다음과 같이 심리학을 언급하면서 초판에서는 언급하지 않았던 허버트 스펜서(Herbert Spencer)를 직접적으로 언급하고 있다.
In the future I see open fields for far more important researches. Psychology will be securely based on the foundation already well laid by Mr. Herbert Spencer, that of the necessary acquirement of each mental power and capacity by gradation. Much light will be thrown on the origin of man and his history.
앞으로 나는 훨씬 더 중요한 연구를 위해 열린 분야를 보게 될 것입니다. 심리학은 점진적으로 각 정신적 작용과 능력을 알아가는데 필요한 허버트 스펜서(Herbert Spencer)씨가 이미 정립한 토대로부터 이를 바탕으로 안정적이 될 것입니다. 인간의 기원과 인류의 역사에 많은 빛이 비춰질 것입니다.

## 저서
- 『政府の適正領域』The Proper Sphere of Government（1843年）
- 社会平權論 / 『社会静学』Social Statics （1851年）
- 진보의 법칙과 원인 Progress: Its Law and Cause (1857)
- 『総合哲学体系』System of Synthetic Philosophy （1860年）
- 무엇을 가르칠 것인가 『教育論』Education （1861年）
- 개인대 국가 『人間対国家』The Man Versus the State （1884年）
- 『自伝』Autobiography （1904年）

## 참고 자료
- 이정훈 역, 지만지, ISBN 979-1-130-45938-7